# Història de la investigació dels esclats de raigs gamma
La història de la investigació dels esclats de raigs gamma va començar amb la detecció serendipitada d'un esclat de raigs gamma (GRB) el 2 de juliol de 1967 pels satèl·lits americans Vela. Després que aquests satèl·lits detectessin quinze GRBs més, Ray Klebesadel del Los Alamos National Laboratory va publicar el primer article sobre el tema, Observations of Gamma-Ray Bursts of Cosmic Origin. A mesura que es va realitzar més i més investigació sobre aquests misteriosos esdeveniments, centenars de models s'han desenvolupat en un intent per explicar els seus orígens.

## Descobriment
Els esclats de raigs gamma van ser descoberts a finals de la dècada de 1960 pels satèl·lits de detecció de proves nuclears Vela. Els Velas van ser construïts per detectar polsos de radiació gamma emesos per proves d'armes nuclears a l'espai. Els Estats Units van sospitar que l'URSS podria tractar de portar a terme proves nuclears secretes després de la signatura del Tractat de prohibició parcial de proves nuclears en 1963. Encara que la majoria dels satèl·lits orbitaven al voltant de 500 milles per sobre de la superfície de la Terra, els satèl·lits Vela van orbitar a una altitud de 65.000 milles. A aquesta altura, els satèl·lits van orbitar per sobre dels cinturons de radiació de Van Allen, el que va reduir el soroll en els sensors. L'altura extra també significava que els satèl·lits podien detectar explosions darrere de la Lluna, un lloc on el govern dels Estats Units van sospitar que la Unió Soviètica tractaria d'ocultar proves d'armes nuclears. El sistema Vela generalment tenia quatre satèl·lits operatius en qualsevol moment donat de manera que un senyal de raigs gamma es podia detectar en múltiples llocs. Això va fer possible per localitzar la font del senyal a una regió relativament compacta de l'espai. Encara que aquestes característiques es van incorporar al sistema Vela per millorar la detecció d'armes nuclears, aquestes mateixes característiques eren les que van fer que els satèl·lits fossin capaços de detectar explosions de raigs gamma.
El 2 de juliol de 1967, a les 14:19 UTC, els satèl·lits Vela 4 i Vela 3 van detectar un flaix de radiació gamma que era diferent que d'altres senyals de proves d'armes nuclears Les bombes nuclears produeixen un esclat intens però molt breu de raigs gamma en menys d'una milionèsima part d'un segon. La radiació després s'esvaeix constantment a mesura que els nuclis inestables decauen. El senyal detectat pels satèl·lits Vela no tenia ni l'intens esclat inicial ni l'esvaïment gradual, però en el seu lloc hi havia dos pics diferents en la corba de llum. Les erupcions solars i les noves supernoves van ser les altres dos possibles explicacions per a l'esdeveniment, però tampoc s'havien produït en aquell dia. Sense queda clar el que havia passat, i sense considerar l'assumpte particularment urgent, l'equip de Los Alamos Scientific Laboratory, dirigit per Ray Klebesadel, va recollir les dades per a la seva investigació posterior.
Vela 5 va ser llançat el 23 de maig de 1969. A causa que la resolució i la sensibilitat en aquests satèl·lits van ser significativament més precisos que els instruments del Vela 4, l'equip de Los Alamos va esperar que aquests nous satèl·lits es dediquessin a la detecció de més esclats de raigs gamma. Malgrat una enorme quantitat de senyals de fons recollides pels nous detectors, l'equip d'investigació va trobar dotze esdeveniments que no havien coincidit amb cap flamarada solar o supernova. Algunes de les noves deteccions també van mostrar el mateix patró de doble pic que havia estat observat pel Vela 4.
Encara que la seva instrumentació no va oferir cap millora respecte als Vela 5, els satèl·lits Vela 6 van ser llançats el 8 d'abril de 1970 amb la intenció de determinar la direcció de la qual els raigs gamma estaven arribant. L'òrbita dels satèl·lits Vela 6 va ser escollida en estar tan lluny dels Vela 5 com fos possible, generalment de l'ordre de 10000 quilòmetres. Aquesta separació va fer que, malgrat els raigs gamma que viatgen en la velocitat de la llum, un senyal es podia detectar en moments lleugerament diferents pels diferents satèl·lits. Mitjançant l'anàlisi dels temps d'arribada, Klebesadel i el seu equip registrar amb èxit setze esclats de raigs gamma. La distribució aleatòria dels esclat en el cel va deixar en clar que les llampades no provenien del sol, la lluna, o d'un altre planeta en el nostre sistema solar.
En 1973, Ray Klebesadel, Roy Olson, i Ian Strong de la Los Alamos Scientific Laboratory de la Universitat de Califòrnia van publicar Observations of Gamma-Ray Bursts of Cosmic Origin, identificant una font còsmica de les observacions inexplicables prèviament de raigs gamma. Poc després, Klebesadel va presentar els seus descobriments a la 140a reunió de la American Astronomical Society. Tot i que va ser entrevistat només pel The National Enquirer, la notícia del descobriment es va estendre ràpidament a través de la comunitat científica. Entre 1973 i 2001 s'han publicat 5300 articles referent a GRBs.

## Primeres missions d'investigació
Poc després del descobriment dels esclats de raigs gamma, va sorgir un consens general dins la comunitat astronòmica amb la finalitat de determinar el que els havia causat, que haurien d'identificar-se amb els objectes astronòmics en altres longituds d'ona, especialment la llum visible, ja que aquest enfocament s'ha aplicat amb èxit als camps d'astronomia de raigs X a través de ràdio. Aquest mètode requeriria posicions molt més precises que els diversos esclats de raigs gamma que el sistema Vela podia detectar. Era necessària una major precisió dels detectors mitjançant la separació entre si. En lloc de llançar els satèl·lits només en l'òrbita de la Terra, es va considerar necessari difondre els detectors en tot el sistema solar.
A finals de 1978, es va finalitzar la primera Inter-Planetary Network (IPN). A més dels satèl·lits Vela, el IPN va incloure 5 noves sondes espacials: la Prognoz 7 russa, en òrbita terrestre, l'alemanya Helios 2, en òrbita el·líptica al voltant del Sol, i la Pioneer Venus Orbiter de la NASA, Venera 11, i Venera 12, que orbitaven Venus. L'equip d'investigació al Russian Institute for Space Research de Moscou, liderat per Kevin Hurley, va poder utilitzar les dades recollides pel IPN per determinar amb precisió la posició dels esclats de raigs gamma amb una precisió d'uns pocs minuts d'arc. No obstant això, fins i tot quan s'utilitzen els telescopis més potents disponibles, no es podria trobar res d'interès dins de les regions determinades.
Per explicar l'existència dels esclats de raigs gamma, es van avançar moltes teories especulatives, la majoria d'elles assenyalant les fonts galàctiques. Es va avançar molt poc, no obstant això, fins que el llançament en 1991 de l'Observatori de raigs gamma Compton i el seu instrument Burst and Transient Source Explorer (BATSE), un detector de raigs gamma extremadament sensible. Aquest instrument va proporcionar dades clau per indicar que els GRBs són isotròpics (no esbiaixada cap a qualsevol direcció particular en l'espai, tal com cap al pla o el centre galàctic). Com que la galàxia de la Via Làctia té una estructura molt plana, si els esclats de raigs gamma s'originessin des de dins de la galàxia, no es distribuirien de manera isòtropa a través del cel, sinó que es concentrarien en el pla galàctic. Encara que la lluminositat dels esclats ha suggerit que havien de ser originaris de la Via Làctia, la distribució va proporcionar una evidència important indicant el contrari.
Les dades del BATSE també van mostrar que els GRBs es divideixen en dues categories diferents: esclats d'espectre fort de curta durada ("esclats curts"), i els d'espectre suau però llarg ("esclats llargs"). Els esclats curts són típicament menys de dos segons de durada i estan dominats pels fotons de més energia; els esclats llargs són típicament més que dos segons de duració i estan dominats per fotons més baixos d'energia. La separació no és absoluta i la quantitat se superposa observacionalment, però la distinció suggereix dues classes diferents de progenitors. No obstant això, alguns creuen que hi ha un tercer tipus de GRB. Els tres tipus de GRBs són hipòtesis per reflectir tres orígens diferents: fusions de sistemes d'estrelles de neutrons, les fusions entre les nanes blanques i estrelles de neutrons, i el col·lapse d'estrelles massives.
Durant dècades després del descobriment dels GRBs, els astrònoms han buscat una contrapart: qualsevol objecte astronòmic en posició coincident amb un esclat observat recentment. Els astrònoms consideren molts objectes diferents, incloent nanes blanques, púlsars, supernovae, cúmuls globulars, quàsars, galàxies de Seyfert, i objectes BL Lac. Els investigadors van buscar específicament els objectes amb propietats inusuals que podrien estar relacionats amb els esclats de raigs gamma: moviment propi alt, polarització, modulació de brillantor orbital, parpelleig d'escala de temps ràpid, colors extrems, línies d'emissió, o una forma inusual. Des del descobriment dels GRBs en la dècada de 1980, del GRB 790305b va ser l'únic esdeveniment que s'ha identificat amb un objecte candidat d'origen: la nebulosa N49 en el Gran Núvol de Magalhães. Tots els altres intents van fracassar a causa de la mala resolució dels detectors disponibles. La millor manera semblava estar en la recerca d'una emissió de major longitud d'ona més feble i decolorant després de l'explosió en si, el "flaix" d'un GRB.
A principis de 1980, un grup d'investigació liderat per Livio Scarsi a la Universitat de Roma va començar a treballar en el Satellite per Astronomia X, un satèl·lit d'investigació d'astronomia de raigs X. El projecte va ser desenvolupat en una col·laboració entre l'Agència Espacial Italiana i l'Agència dels Països Baixos pels programes aeroespacials. Tot i que el satèl·lit estava destinat a servir com a únic propòsit estudiar raigs X, Enrico Costa de l'Istituto di Astrofisica Spaziale va suggerir que quatre escuts protectors del satèl·lit podrien servir fàcilment com a detectors d'esclats de raigs gamma. Després de 10 anys de retards i un cost final d'aproximadament 350 milions de dòlars, el satèl·lit, llavors amb el nom BeppoSAX en honor de Giuseppe Occhialini, va ser llançat el 30 d'abril de 1996.
En 1983, un equip compost per Stan Woosley, Don Lamb, Ed Fenimore, Kevin Hurley, i George Ricker van començar a comentar plans per a un nou satèl·lit d'insvestigació de GRB, el High Energy Transient Explorer (HETE). Encara que molts satèl·lits ja estaven proporcionant dades sobre els GRBs, HETE seria el primer satèl·lit dedicat exclusivament a la investigació de GRB. L'objectiu era que HETE fos capaç de localitzar les explosions de raigs gamma amb una precisió molt més gran que els detectors BATSE. L'equip va presentar una proposta a la NASA en 1986 en què el satèl·lit estaria equipat amb quatre detectors de raigs gamma, una càmera de raigs X, i quatre càmeres electròniques per a la detecció de la llum visible i ultraviolada. El projecte costaria 14,5 milions de dòlars, i el llançament estava previst per a l'estiu de 1994. El llançament del Pegasus XL, va tenir lloc amb èxit el 4 de novembre de 1994, però ni el HETE ni el SAC-B, un satèl·lit d'investigació argentí també a bord, no es van desacoblar del coet principal. Cap dels dos satèl·lits van ser capaços de dirigir els seus panells solars cap al sol, i un dia després del llançament, es va perdre tot contacte per ràdio amb els satèl·lits. L'eventual successor de la missió, HETE 2, va ser llançat amb èxit el 9 d'octubre de 2000. Va observar el primer GRB el 13 de febrer de 2001.

## Observacions i anàlisis
El BeppoSAX va detectar un esclat de raigs gamma l'11 de gener de 1997, i un dels seus Wide Field Cameras (WFC) també va detectar raigs X al mateix moment. John Heise, científic del projecte dels WFC del BeppoSAX, ràpidament va deconvolucionar les dades del WFC i, en menys de 24 hores, va produir una posició en el cel amb una precisió de al voltant de 10 minuts d'arc. Encara que aquest nivell de precisió ja havia estat superat per les xarxes interplanetàries, no van ser capaços de produir les dades tan ràpid com va poder en Heise. En els següents dies, Dale Frail, treballant en el Very Large Array, va detectar una font de ràdio esvaïda dins el quadre d'error, un objecte BL Lac. Es va escriure un article al Nature indicant que aquest esdeveniment va demostrar que els GRBs té el seu origen en les galàxies actives. No obstant, Jean in 't Zand, un ex-espectroscopista de raigs gamma en el Goddard Space Flight Center, va reescriure el programari de la deconvolució del WFC per produir una posició amb una precisió de 3 minuts d'arc, i l'objecte BL Lac ja no estava dins del reduït quadre d'error. Malgrat que el BeppoSAX havia observat raigs X i un GRB i amb la posició sent coneguda dins d'aquell mateix dia, la font de l'esclat no es va identificar.
L'èxit de l'equip del BeppoSAX va arribar el febrer de 1997, menys d'un any després d'haver estat llançat. BeppoSAX va detectar un esclat de raigs gamma (GRB 970228), i quan la càmera de raigs X va apuntar cap a la direcció d'on s'havia originat l'explosió, va detectar una emissió esvaïda de raigs X. Els telescopis terrestres van identificar més tard una contrapartida òptica. Havent identificat la ubicació d'aquest esdeveniment, un cop es va esvair el GRB, les imatges d'alta profunditat van poder identificar una galàxia molt distant i feble on s'originava el GRB. Dins de només unes poques setmanes, la llarga controvèrsia sobre l'escala de distàncies havia acabat: els GRBs eren esdeveniments extragalàctics originaris dins galàxies febles a distàncies enormes. Finalment, l'establiment de l'escala de distàncies, la caracterització dels ambients en què es produeixen els GRBs, i proporcionant una nova finestra als GRBs tant observacionalment com teòricament, aquest descobriment va revolucionar l'estudi dels GRBs.
Dos grans avenços també es van produir amb el següent esdeveniment registrat pel BeppoSAX, GRB 970508. Aquest esdeveniment va ser localitzat dins de 4 hores del seu descobriment, permetent als equips d'investigació per començar a fer observacions molt abans que qualsevol esclat anterior. Mitjançant la comparació de fotografies del quadre d'error preses el 8 i 9 de maig (el dia de l'esdeveniment i l'endemà), es va trobar un objecte que havia augmentat la seva brillantor. Entre el 10 de maig i durant el mateix mes, Charles Steidel va gravar l'espectre de l'objecte variable des del W. M. Keck Observatory. Mark Metzger va analitzar l'espectre i va determinar un desplaçament cap al roig de z=0,835, situant l'esclat a una distància d'aproximadament 6 bilions d'anys llum. Aquesta va ser la primera determinació precisa de la distància d'un GRB, i ha demostrat, a més, que els GRBs ocorren en galàxies molt distants.
Abans de la localització del GRB 970228, les opinions diferien si els GRBs podien o no emetre ones de ràdio detectables. Bohdan Paczyński i James Rhoads van publicar un article en 1993 predint resplendors de ràdio, però Martin Rees i Peter Mészáros van concloure que, a causa de les grans distàncies entre GRB i la Terra, qualsevol ona de ràdio produïda seria massa feble per a ser detectada. Encara que GRB 970228 va ser acompanyat d'una resplendor òptica, ni el Very Large Array com tampoc el Westerbork Synthesis Radio Telescope van poder detectar una resplendor de ràdio. No obstant, cinc dies després de GRB 970508, Dale Frail, treballant en el Very Large Array a Nou Mèxic, va observar ones de ràdio de resplendor en longituds d'ona de 3,5 cm, 6 cm, i 21 cm. La lluminositat total varia molt d'hora en hora, però no de forma simultània en totes les longituds d'ona. Jeremy Goodman de Universitat de Princeton va explicar les fluctuacions erràtiques com el resultat del centelleig causat per vibracions en l'atmosfera terrestre, que ja no es produeix quan la font té una mida aparent més gran que 3 micro-segons d'arc. Després de diverses setmanes, les fluctuacions de lluminositat s'havien dissipat. L'ús d'aquesta peça d'informació i la distància a l'esdeveniment, es va determinar que la font d'ones de ràdio s'havia expandit gairebé a la velocitat de la llum. Mai abans s'havia obtingut informació precisa sobre les característiques físiques d'un esclat de raigs gamma.
També, com que el GRB 970508 es va observar en moltes longituds d'ona diferents, era possible formar un espectre molt complet per a l'esdeveniment. Ralph Wijers i Titus Galama va intentar calcular diverses propietats físiques de l'esclat, incloent la quantitat total d'energia i la densitat del medi circumdant. Utilitzant un extensiu sistema d'equacions, van ser capaços de calcular aquests valors com 3×1052 ergs i 30.000 partícules per metre cúbic, respectivament. Encara que les dades d'observació no eren prou precises perquè els seus resultats es considerin particularment fiables, Wijers i Galama van mostrar que, en principi, seria possible determinar les característiques físiques dels GRBs sobre la base dels seus espectres.
El següent esclat per tenir el seu desplaçament al vermell calculat va ser GRB 971214 amb un desplaçament cap al roig de 3,42, una distància de més o menys 12 bilions d'anys llum de la Terra. Usant el desplaçament al vermell i les mesures de brillantor precises realitzades pel BATSE i BeppoSAX, Shrinivas Kulkarni, que va registrar el desplaçament cap al roig al W. M. Keck Observatory, va calcular la quantitat d'energia alliberada per un esclat en mig minut en ser 3×1053 ergs, diversos centenars de vegades més energia que l'alliberada pel sol en 10 mil milions anys. L'esclat va ser proclamat com l'explosió més energètica mai registrada en el big-bang, guanyant-se el sobrenom de Big Bang 2. Aquesta explosió presenta un dilema pels teòrics de GRB: ja sigui que aquest esclat va produir més energia de la que possiblement podria explicar-se per qualsevol dels models existents, o l'esclat no va emetre energia en totes les direccions, però en comptes d'això van ser feixos molt estrets que s'han dirigit directament cap a la Terra. Mentre que l'explicació radiant reduiria la sortida total d'energia a una fracció molt petita de la calculació de Kulkarni, també implica que per cada esclat observat a la terra, existeixen diversos centenars d'ocurrències que no es van observar a causa que els seus raigs no apuntaven cap a la Terra.

## Missions actuals
Konus-Wind vola a bord de la nau espacial Wind. Va ser llançada l'1 de novembre de 1994. L'experiment va consistir en dos espectròmetres de raigs gamma idèntics muntats en llocs oposats de la nau espacial per observar tot el cel.

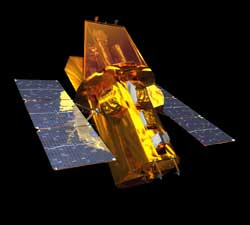
Nau espacial Swift

INTEGRAL, o l'International Gamma-Ray Astrophysics Laboratory Announcements de l'Agència Espacial Europea, va ser llançat el 17 d'octubre de 2002. Va ser el primer observatori capaç d'observar simultàniament diversos objectes en raigs gamma, X, i longituds d'ona visibles. És l'observatori de raigs gamma més sensitiu mai llançat.
El satèl·lit Swift de la NASA va ser llançat en novembre 2004. Combina un detector sensitiu de raigs gamma amb la capacitat d'apuntar també els seus telescopis de raigs X i òptics en la direcció del nou esclat en menys d'un minut després de detectar-se l'esclat. Els descobriments del Swift inclouen les primeres observacions de curts resplendors de raigs gamma i enormes quantitats de dades en el comportament del resplendor dels GRB en etapes primerenques durant la seva evolució, fins i tot abans de la finalització de l'emissió de raigs gamma del GRB. La missió també va descobrir grans erupcions en raigs X que apareixen en qüestió de minuts a dies després del final del GRB.
L'11 de juny de 2008, es va llançar el Gamma-ray Large Area Space Telescope (GLAST) de la NASA, més tard anomenat Fermi Gamma-ray Space Telescope. Els objectius de la missió s'inclouen "acabar amb els misteris de les poderoses explosions conegudes com a esclats de raigs gamma."
Existeixen altres missions d'observació de raigs gamma com també l'AGILE. Els descobriments dels GRBs es van realitzant a mesura que es detecten a través de la Gamma-ray Burst Coordinates Network de manera que els investigadors poden centrar ràpidament els seus instruments en l'origen de l'esclat per observar les resplendors.